# Buckfast Tonic Wine
Buckfast Tonic Wine är en alkohol- och koffeinhaltig dryck som säljs i två varianter, en brittisk och en irländsk, med något olika sammansättning.
Drycken, som fått smeknamnet Bucky och ett stort antal öknamn, har kommit att förknippas med oansvarig ungdomskultur, superi och sociala problem.